# Nagatino i-Land
Nagatino i-Land (первоначально Нагатино-ЗИЛ) — второй по величине после «Москва-Сити» московский градостроительный проект. Реализуется при поддержке Правительства Москвы.

## Местоположение
Nagatino I-Land расположен недалеко от центра Москвы, на территориях, ранее принадлежавших заводу ЗиЛ, вблизи крупных транспортных магистралей и станций метро. Комплекс находится в 8 км к югу от Кремля, в 1,8 км от Третьего транспортного кольца и в 100 м от проспекта Андропова — основной магистрали района, ведущей к Каширскому шоссе и международному аэропорту «Домодедово».

## Строительство
Управляющей компанией по созданию и развитию проекта Nagatino I-land выступает ОАО «Московский бизнес-инкубатор», созданное в 2003 году в рамках реализации городских программ, поддержки субъектов малого предпринимательства и обеспечения их нежилыми помещениями. Строительство ведётся на месте, где раньше располагался «ЗИЛ». Общая площадь территории — 32 гектара.

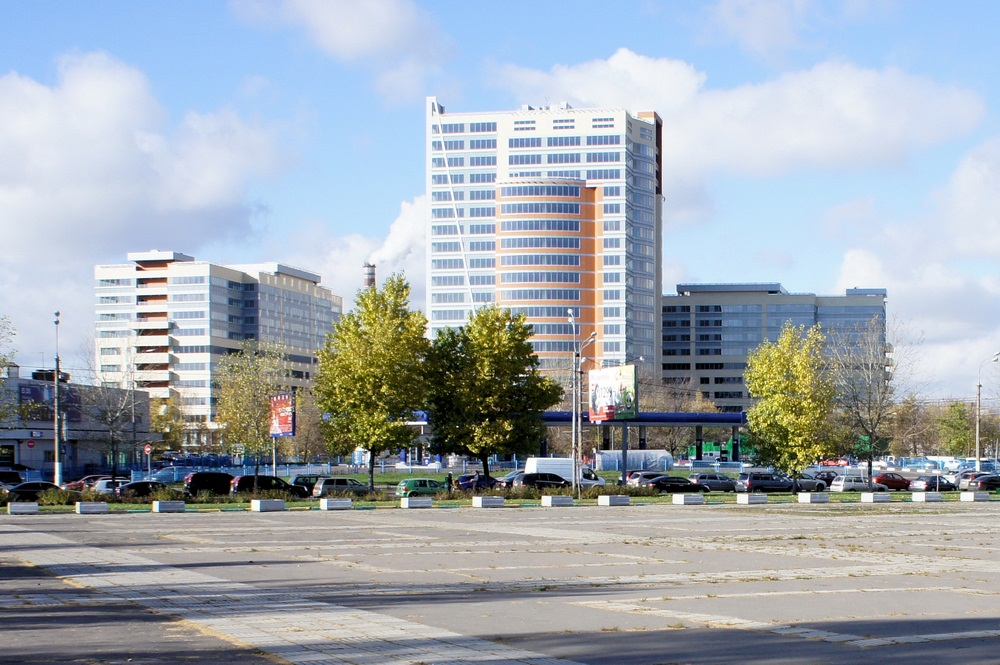
Офисные здания первой очереди строительства технопарка

Первые 8 зданий, в том числе научно-производственные корпуса, планировалось сдать к весне 2009 года, что стоило 300—400 млн долларов. Всего же технопарк должен состоять из 30 зданий.
К 2015 году на территории должны были разместиться около 1 млн м² площадей коммерческого назначения: офисы, магазины, паркинги, гостиницы. Общая стоимость реализации проекта по экспертным оценкам до мирового кризиса 2008 года превышала $2 млрд.
В декабре 2015 года на территории открылась станция метро «Технопарк». В 2019 года был открыт надземный пешеходный переход длиной 167 метров, оснащённый траволаторами и проходящий над проспектом Андропова, который связал вестибюль станции с бизнес-парком и тематическим парком «Остров мечты».

## Перспективы развития
Застраиваемая территория долгое время была промзоной, поэтому проектом предусмотрено исследование почвы и удаление грунта, пропитанного вредными веществами. Участок вдоль Москвы-реки архитекторы предлагают озеленить, реконструировать мост через старое русло, а также обустроить набережную, начиная от Третьего транспортного кольца и до проспекта Андропова. По мнению действовавшего мэра Москвы Юрия Лужкова, «есть надежда превратить захламлённый пустырь в новую зону для развития малого бизнеса».
По словам главного архитектора Москвы Александра Кузьмина, в технопарке будет построен центр малого бизнеса, который обеспечит работой не менее 40 тысяч человек.